# Peitzer Teiche

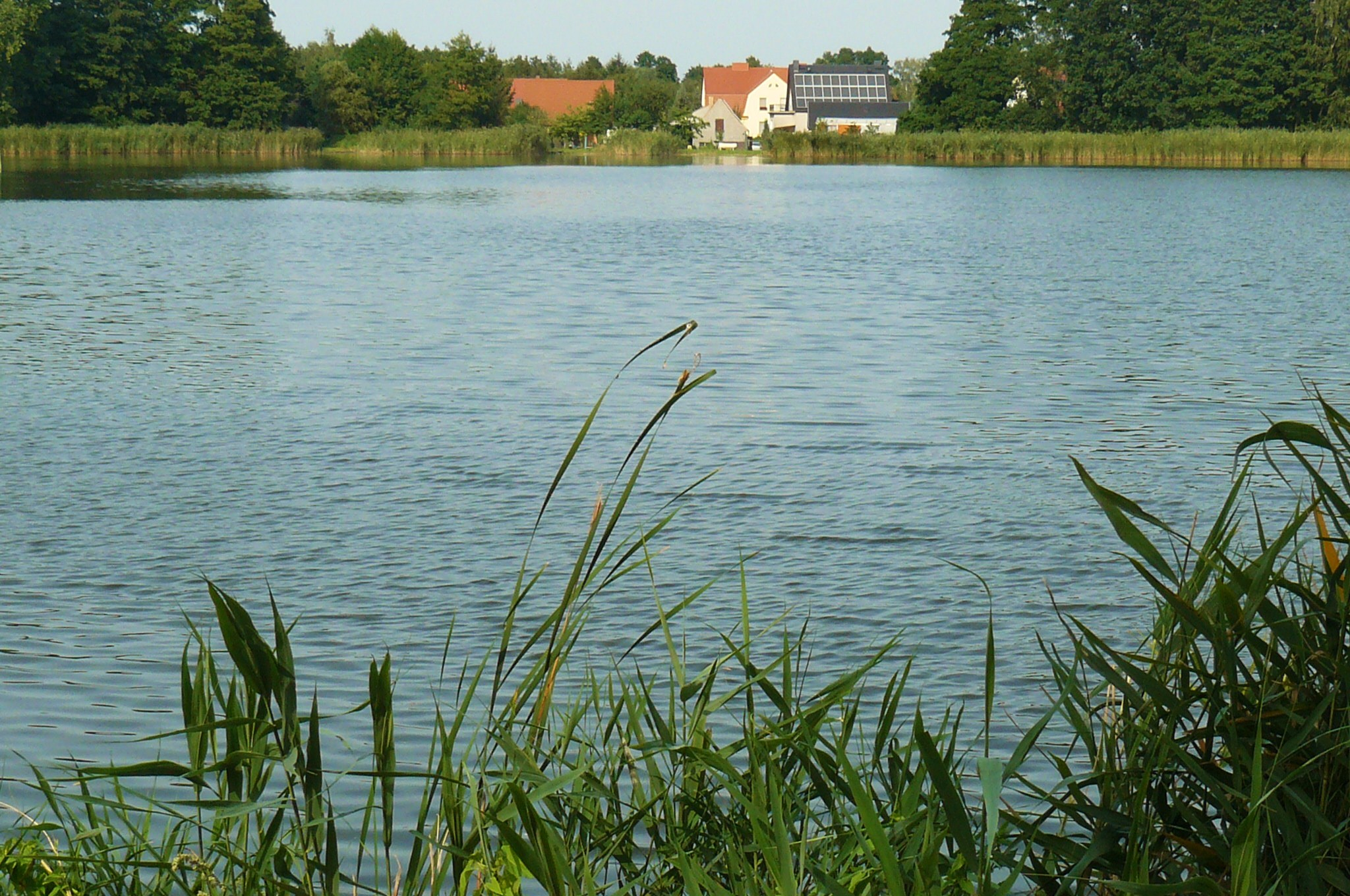
Krajobraz znad stawów w Peitz (Hälterteich)

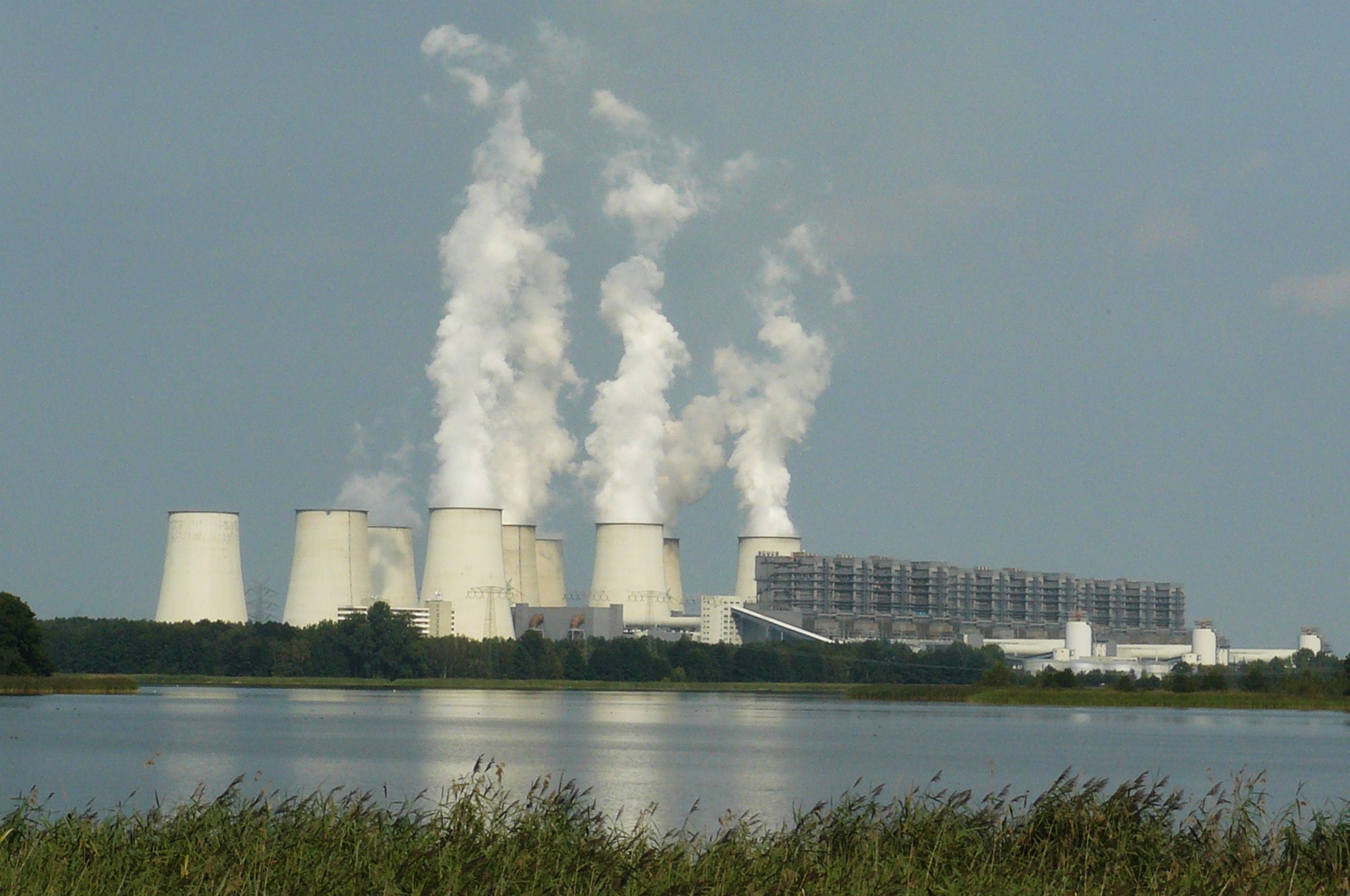
Widok na Elektrownię Jänschwalde

Peitzer Teiche (również Peitzer Teichland) – zespół stawów rybnych zlokalizowanych na południe od Peitz (dolnołuż. Picnjo) w Brandenburgii (Niemcy). Największe z nich to: Hälterteich, Teufelsteich, Neuendorfer Teich, Streckteich, Oberteich i Unterteich.

## Charakterystyka
Zespół należy do największych skupisk stawów rybnych w Niemczech i liczy około 1000 hektarów powierzchni (obszar chroniony ma 1189 hektarów). Geneza całego założenia sięga XVI wieku. Już z lat 1577–1578 pochodzą wzmianki o połowach karpia w tym rejonie. Stawy były m.in. zapleczem żywieniowym dla twierdzy w Peitz. Budowle hydrotechniczne stanowią dziś zabytki techniki, a pamięć o tradycjach rybackich kultywuje Muzeum hutnictwa i rybołówstwa w Peitz. Poza stawami w obszarze chronionym dominują łąki i pastwiska. Najbardziej typowe zespoły roślinne to otwarte murawy, łąki trzęślicowe i kośne.

## Przyroda
Przez pięć wieków obszar stawów stał się ostoją dla różnego rodzaju gatunków ryb, ptaków i ssaków. Spotkać tu można m.in. takie gatunki jak: wydra, nocek łydkowłosy, rhodeus amarus (z rodzaju rhodeus), czerwończyk nieparek, grzebiuszka ziemna, żaba jeziorkowa, ropucha paskówka, rzekotka drzewna, żaba moczarowa, ropucha zielona, kumak nizinny, siewka złota, batalion, błotniak zbożowy, żuraw, drzemlik, gąsiorek, ortolan, błotniak stawowy, kania ruda, kania czarna, dzięcioł czarny, bielik zwyczajny, czapla biała, jarzębatka, kropiatka, derkacz, bocian biały, rybołów zwyczajny, trzmielojad zwyczajny, błotniak łąkowy, lelek zwyczajny, bekas kszyk, kulik wielki, czajka zwyczajna, kuropatwa, krwawodziób, rycyk, świergotek łąkowy, kobuz i pokląskwa.

## Turystyka
Stawy zwiedzać można pieszo, na rowerach lub łodziami, korzystając m.in. ze szlaku ogórkowego lub ścieżki dydaktycznej im. prof. Wilhelma Schäperclausa (2,3 km z Peitz do Maust), który był związany z tutejszymi akwenami, wprowadzając np. masowe szczepienia kapii. Atrakcją turystyczną jest coroczny Festyn rybacki, odbywający się w drugi weekend sierpnia.